# Xã Haw Creek, Quận Knox, Illinois
Xã Haw Creek (tiếng Anh: Haw Creek Township) là một xã thuộc quận Knox, tiểu bang Illinois, Hoa Kỳ. Năm 2010, dân số của xã này là 461 người.